# Charles Monteil
Charles Monteil (né à Paris le 22 février 1871 et mort à Tulle le 20 avril 1949,), receveur général des finances, fut un haut fonctionnaire français.

## Biographie
Charles Monteil a poursuivi une formation militaire dans l'infanterie de marine, puis a commencé sa carrière en tant que commis des affaires indigènes, avant de gravir divers échelons dans l'administration coloniale, devenant en 1893 secrétaire particulier du gouverneur de la Côte d'Ivoire puis fondant le premier poste français dans l'intérieur des terres, dans le pays Baoulé.
Entre 1897 et 1899 il vécut à Médine dans l'ouest du Mali en faisant des enquêtes ethnographiques et linguistiques. Il a écrit de nombreux livres sur l'histoire, les sociétés et l'économie de l'Afrique.
Charles Monteil était le père de l'orientaliste français Vincent Monteil (1913-2005).

## Ouvrages
- Les Bambara du Ségou et du Kaarta. G.-P. Maisonneuve & Larose, Paris 1977.
- Une cité soudanaise, Djenné, métropole du delta central du Niger (1932) Société d'éditions géographiques, maritimes et coloniales (2e éd. Paris : Ed. Anthropos, 1971)
- Les Empires du Mali : étude d'histoire et de sociologie soudanaises. Paris : Maisonneuve et Larose, 1929
- Le Coton chez les Noirs. Paris, Larose 1927. (Gouvernement général de l'Afrique occidentale française. Publications du comité d'études historiques et scientifiques. 2,4.)
- Les Khassonké. Monographie d'une peuplade du Soudan français. Paris, Leroux 1915. (Collection de la Revue du Monde musulman.5.)
- Soudan français. Contes soudanais. Préface de Rene Passet. - Paris 1905. (Collection de contes et de chansons populaires.28.)
- État actuel de nos connaissances sur l'AOF (27), Émile Larose
- La langue des bozo, population de pêcheurs du Niger. Paris : Librairie Larose, 1933.